# Étoile congelée
Une étoile congelée (frozen star) est un type hypothétique d'étoile qui, selon les astronomes Fred Adams (en) et Gregory P. Laughlin (en), pourrait apparaître dans le futur de l'Univers, quand la métallicité moyenne du milieu interstellaire sera plusieurs fois supérieure à la métallicité solaire actuelle.
Le terme étoile congelée (ou étoile gelée) a déjà été utilisé dans le passé pour désigner les trous noirs.

## Caractéristiques
En raison des effets d'opacité, la métallicité des gaz interstellaires augmentant, les masses maximale et minimale d'une étoile diminueront. Pour le minimum, il est prévu qu'un objet ayant 0,04 masse solaire (40 fois la masse de Jupiter), deviendrait une naine brune incapable de fusionner l'hydrogène. Un tel astre pourrait terminer dans la séquence principale avec une température de surface de 0 °C (soit 273 kelvins), soit beaucoup plus froid que les plus pâles naines rouges d'aujourd'hui. Ainsi, des nuages de glace d'eau pourraient se former dans leur atmosphère.
La luminosité de ces objets serait plus de mille fois plus faible que celle des étoiles les plus faibles existant actuellement et leur durée de vie serait aussi sensiblement plus longue.